# Angela Andreoli
Angela Andreoli, född 6 juli 2006 i Brescia, är en italiensk gymnast.

## Karriär
Angela Andreoli ingick i det italienska laget som tog silver i lagmångkampen vid OS 2024.